# Dicranoptycha luteipes
Dicranoptycha luteipes är en tvåvingeart som beskrevs av Alexander 1923. Dicranoptycha luteipes ingår i släktet Dicranoptycha och familjen småharkrankar.
Artens utbredningsområde är Nigeria. Inga underarter finns listade i Catalogue of Life.